# Port du désir
Pour plus de détails, voir Fiche technique et Distribution.
Port du désir est un film français réalisé par Edmond T. Gréville en 1954 et sorti en 1955.

## Synopsis
Martine arrive à Marseille à la recherche de sa sœur Suzanne, disparue depuis quatre mois. Le capitaine Lequévic est chargé par les autorités maritimes de Marseille de renflouer l'épave de La Vénus qui risque d'obstruer l'entrée du chenal. Rempli d'appréhension, le propriétaire du navire, Mr Black, contrebandier et assassin, essaie d'empêcher à tout prix le renflouement, le cadavre de Suzanne, sa maîtresse étant dans l'épave. Il soudoie le scaphandrier Michel, coéquipier de Lequévic, mais le jeune homme refuse d'être le complice d'un meurtre. La police, alertée par Lequévic qui a lui-même découvert le corps, traque Mr Black et sa bande, qui avaient séquestré Michel et Martine. Les bandits arrêtés, Lequévic reprend la mer en laissant Michel et Martine à leurs amours.

## Fiche technique
- Titre : Port du désir
- Réalisation : Edmond Thunder Gréville, assisté de Jean-Paul Sassy, Jean-Claude Desvernet
- Scénario : Jacques Viot
- Adaptation : Jacques Viot, Edmond T. Gréville
- Dialogues : Jacques Viot
- Photographie : Henri Alekan
- Opérateur : Gustave Raulet
- Prises de vues sous-marines : Louis Malle
- Montage : Jean Ravel, assisté de Ginette Boudet
- Musique : Joseph Kosma
- Chansons : Big Boat Blues et Port du désir, paroles d'Edmond T. Gréville, interprétées par Lucien Mans et Éric Amado - Ah ! c'que j'en ai fait interprétée par Édith Georges sur des paroles de Jean Valmy - (Éditions musicales : Énoch et Fortin)
- Son : Lucien Legrand
- Décors : Lucien Aguettand
- Régisseur général : Maurice Hartwig
- Script-girl : Lucie Lichtig
- Photographe de plateau : Roger Forster
- Maquillage : Janine Jarreau - Trucages : LAX
- Directeur de production : Fred d'Orengiani
- Secrétaire de production : Jacqueline Fauvel
- Producteur délégué : Eugène Tucherer
- Société de production : Élysées Films
- Société de distribution : Les films Corona
- Tournage dans les studios Paris-Studios-Cinéma de Billancourt du 16 août au 22 septembre 1954
- Tirage : Laboratoire L.T.C de Saint-Cloud
- Pays de production :  France
- Langue : français
- Format : noir et blanc - 1,37:1 - 35 mm - son mono (Western Electric Sound System)
- Genre : film dramatique
- Durée : 94 minutes
- Première présentation :
  - France - 15 avril 1955
- Visa d'exploitation : 15462
- Affiche : Clément Hurel (France)

## Autour du film
- Il semble que ce soit le seul film tourné par Annette Maistre et Ly lang. Annette Maistre sera plus tard l’épouse du scénariste et homme de radio Gérard Sire (information attestée par leur fils)[réf. nécessaire].